# Pierre Toussaint Marcel de Serres de Mesplès
Pierre Toussaint Marcel de Serres de Mesplès (Montpellier, 3 novembre 1783 – Montpellier, 27 luglio 1862) è stato un geologo francese.
Fondatore della Società Scientifica di Montpellier, fu contrario alle tesi evoluzionistiche. Nel 1846 pubblicò un Nuovo manuale completo di paleontologia.